# باب اسفنجی شلوار مکعبی: افسانه کفگیر گمشده
باب اسفنجی شلوار مکعبی: اینجا شهر ماست یک بازی ویدیویی اکشن پلتفرمی است که توسط وکریس ویژن توسعه یافته و توسط تی اچ کیو برای کنسول دستی دستی گیم بوی کالر منتشر شده است. این بازی در آمریکای شمالی در ۲۴ اسفند ۱۳۷۹ منتشر شد. داستان بازی بر روی باب اسفنجی شلوار مکعبی که یک اسفنج دریایی است که در شهر زیر آب بیکینی باتم زندگی می کند و برای آقای خرچنگ به عنوان سرآشپز رستوران فست فود رستوران آقای خرجنگ کار می کند. باب اسفنجی قرار است به بزرگترین آشپز اقیانوس تبدیل شود ، و باید در تلاش برای بازیابی یک کفگیر طلایی از داچمن پرنده ، یک شبح دزد دریایی باشد. این بازی دارای گیم پلی به سبک پلتفرم و همچنین شخصیت های زیادی از این مجموعه تلویزیونی است.

## گیم پلی
به عنوان باب اسفنجی ، بازیکن در جستجوی زیر دریایی برای یافتن بزرگترین آشپز اقیانوس در تلاش برای یافتن کاردک طلایی داچمن پرنده است. اگر باب اسفنجی مورد اصابت قرار گیرد ، لباس او می افتد(در بسیاری از بازی های باب اسفنجی شلوار اون نقش جان آن را دارد). اگر باب اسفنجی ژاکت پوشیده باشد ، هنگام ضربه خوردن آن را از دست می دهد. اگر او بدون کت ضربه ای بزند ، شلوار او می افتد و او را با لباس زیر دور می کند. اگر لباس زیرش بیفتد یک زندگی را از دست می دهد. در طول راه ، باب اسفنجی با بسیاری از شخصیت های محبوب این سریال مانند آقای خرچنگ ، اختاپوس ، سندی و پاتریک دیدار و ارتباط برقرار می کند. این بازی از عناصر گیم پلی ماجراجویی و پیمایش جانبی استفاده می کند.
من فواد برخورداری هستم

## بازخورد
| گردآورنده  | امتیاز |
| ---------- | ------ |
| گیم‌رنکینگز | ۶۰.۶۰% |

| ناشر         | امتیاز |
| ------------ | ------ |
| گیم‌اسپات     | ۳.۸/۱۰ |
| آی‌جی‌ان       | ۶/۱۰   |
| نینتندو پاور | ۲.۵/۵  |

این بازی نظرات مختلفی را دریافت کرده است. فرانک پروو از گیم اسپات گفت: "می توان ادعا کرد که باب اسفنجی شلوار مکعبی: افسانه کفگیر گمشده به سمت مخاطبان جوان این مجموعه تلویزیونی گرایش پیدا کرده است ، که به همین دلیل گیم پلی ساده بازی و عدم تنوع را توضیح می دهد. با این حال ، در حالی که طرح داستان دوست داشتنی است و شخصیت ها بدون شک طرفداران سریال را مجذوب خود می کنند ، هیچ مدرکی وجود ندارد که نشان دهد کودکان واقعاً از انجام یک بازی غیر قابل توجه لذت می برند - چه رسد به بزرگسالان. " پروو این بازی را به دلیل "ساده بودن گیم پلی" و "کمبود تنوع" مورد انتقاد قرار داد ، اما با تمجید از گرافیک بازی گفت: "بازی حداقل مناسب و معقول به نظر می رسد".  جون گریفیت از آی جی ان این بازی را به عنوان یک "پلتفرمر مناسب" با "سطوح بزرگ ، اهداف متعدد و شخصیت های سرگرم کننده" تعریف و تمجید کرد ، اما از آن به دلیل سیستم ذخیره رمز عبور ، طراحی سطح گیج کننده و دشواری در برخی جنبه های گیم پلی انتقاد کرد. 